# Кокарнит
Кокарнит — лекарственное средство для симптоматического лечения диабетической полинейропатии. Основным компонентом препарата является кокарбоксилаза, так же включает в себя производное аденозина — динатрия аденозин трифосфат тригидрат, никотинамид, витамин B12 и лидокаин. Улучшает деятельность нервной системы, обладает стимулирующим метаболическим и сосудорасширяющим действием.

## Фармакодинамика
После парентерального введения проникает в клетки органов, улучшает работу нервных импульсов, стимулирует углеводный и азотистый обмен, регулирует тканевое дыхание.